# أوليسس زوريتا
أوليسس زوريتا (بالإسبانية: Ulises Zurita) هو لاعب كرة قدم مكسيكي في مركز الدفاع، ولد في 29 مارس 1997 في غوادالاخارا في المكسيك. لعب مع نادي غوادالاخارا.

## وصلات خارجية
- أوليسس زوريتا على موقع قاعدة بيانات كرة القدم.إي يو (الإنجليزية)
- أوليسس زوريتا على موقع Soccerway.com (الإنجليزية)